# IBM云计算
IBM云计算是IBM提供的云计算服务。IBM云计算通过公有云、私有云和混合云模式提供基礎設施即服務(IaaS)、软件即服务(SaaS)和平台即服务(PaaS)。截至2018年，IBM云业务的市场占有率僅為3.8%。

## 外部鏈接
- 找不到URL。请在此处指定URL或在维基数据上添加。